# Marcel Zylla
Marcel Noah Zylla (ur. 14 stycznia 2000 w Monachium) – polski piłkarz występujący na pozycji ofensywnego pomocnika w klubie Warta Poznań. Posiada również obywatelstwo niemieckie.

## Kariera sportowa
Zylla występował w juniorskich zespołach Bayernu od 2010 roku. Z drużyną U-17 zdobył mistrzostwo Niemiec w sezonie 2016/2017.
Wcześniej grał dla reprezentacji Niemiec, a od 2017 roku Zylla występuje w młodzieżowych reprezentacjach Polski. Z kadrą do lat 20 wystąpił na Mistrzostwach Świata, których Polska była gospodarzem. Reprezentacja zakończyła zmagania w turnieju na 1/8 finału, a Zylla wystąpił we wszystkich 4 meczach, strzelając bramkę w meczu grupowym przeciwko Tahiti.